# Manuel Moreno Barranco
Manuel Moreno Barranco est un écrivain d’origine espagnole né à Jerez de la Frontera  le 24 avril 1932. Il a légué une vaste production, dont des récits et des romans, interrompue par sa mort violente à Jerez en 1963, qui n’a pas encore été éclaircie.

## Biographie

### Jerez
Manuel Moreno Barranco est né le 24 avril 1932, à la rue Guarnidos 5, Jerez de la Frontera. Son père s’appelait Manuel et sa mère María Luisa. Le père fuit des phalangistes en 1934 vers la zone républicaine : deux jours plus tard il y aura des nouvelles qui informent d’un groupe de républicains en direction de Málaga qui a été abattu dans la région de Ronde, y compris le père de Manuel. Il est donc devenu orphelin à un jeune âge. Il fait des études de Commerce et commence à travailler à 16 ans dans la Banque de Jerez. À cet âge-là il est devenu passionné  par les romains d’aventures et collectionne les œuvres d’El Coyote, Émilio Salgari, etc.  En 1950 il est atteint d’une maladie tuberculeuse qui l’empêche de travailler pendant plus d’un an. Il lit beaucoup pendant son temps de repos et commence à réaliser ses premiers essais dans le champ de la littérature, pendant que son horizon lecteur s’élargit : il lira les classiques de la bibliothèque de son grand-père (Cervantes, Goethe, Poe, Galdós…) et commencera à acheter des œuvres qui montrent l’acquisition d’un progressif  raffinement littéraire  (des anthologies de Rainer Maria Rilke, Jakob Wassermann, Paul Verlaine, etc.) Manuel écrit dans ces années-là  quelques récits et une nouvelle, laquelle est envoyée à l’éditorial Aguilar en 1955 et résulte finalement publiée sous le titre "Révélations d’un naufragé" en 1957.

### Madrid

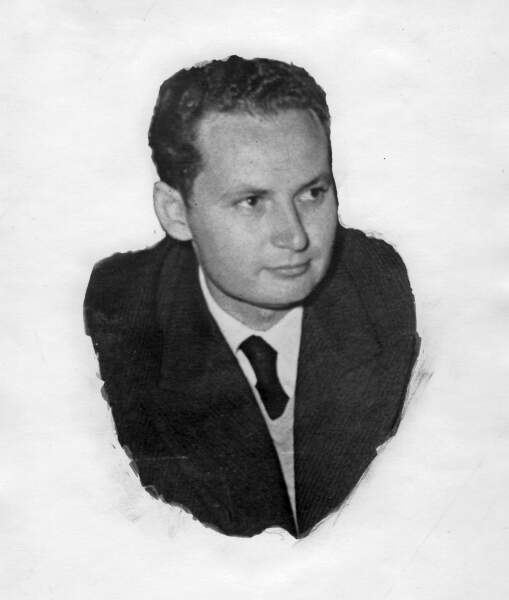
Portrait de Manuel Barranco vers 1960.

En octobre 1956, encouragé par la publication de son ouvrage, il demande des congés dans la banque  et part à Madrid, où il réussit à obtenir un poste dans la Banque Populaire espagnole, ce qui lui permet de développer sa carrière littéraire, quelque chose de très difficile dans sa ville natale  Sa vie est très simple en ce temps-là, comme il l'a dévoilé lui-même dans une lettre : « J’ai une vie très simple. Je continue avec mes habitudes antérieures  : je sors de la banque et j’écris jusqu’à l’heure de dîner ». Parallèlement, son horizon de lecteur grandit grâce aux dernières nouveautés de l’art du roman espagnol. Ainsi, on trouve dans sa bibliothèque les derniers titres de Camilo José Cela, Armando López Salinas, Rafael Sánchez Ferlosio, Carmen Martín Gaite, etc., approchant également d’autres auteurs classiques et contemporains : Marcel Proust, Thomas Mann, etc. Il commence son roman « Arcadie Heureuse » et continue à écrire des récits. En 1957 son ouvrage « Révélations d’un naufragé » est publiée par Éditorial Aguilar, s'attirant des éloges  de différents milieux critiques.

### Londres et Paris
En février 1959 Manuel sollicite à la Banque une disponibilité d’un an et part à Londres, pour travailler pendant six mois comme rédacteur  agréé  à l’ambassade du Venezuela. En septembre il voyage en Suisse et en Italie pour finalement, en octobre, parvenir à Paris. Il trouve un travail à la Banque Française de l’Agriculture et se fait des amis parmi les Espagnols exilés. Dans la capitale française il conclura la rédaction de son roman « Arcadie Heureuse » et Juan Goytisolo lui recommandera de la publier au Mexique. Dans ses années parisiennes, de 1959 à 1962, son horizon de lecteur est de nouveau élargi avec la découverte de  l’œuvre de Claude Lévi-Strauss, Robert Escarpit, Michel Foucault, etc. Il s’embarque dans son deuxième roman « Bancaires », qui reste inachevé, même si son intérêt primordial consiste à publier le premier. Bien qu’il soit officiellement annoncé, il ne réussit pas à le faire publier au Mexique, après de nombreuses démarches. Pendant ce temps-là Manuel maintient une relation avec Suzanne Lacoste, avec laquelle il projette de se marier. En octobre 1962 il part en vacances à Barcelone pour 15 jours.

### Barcelona
Pendant ces jours à Barcelone quelques amis lui racontent la possibilité de faire un stage de six mois dans l’Editorial Barral. Enthousiasmé par la proposition, il décide d’écrire à la Banque Française de l’Agriculture pour faire ses adieux et s’installe à Molins de Rei. Pendant deux mois il essaie en vain de réaliser ce stage. Après des réunions infructueuses avec Carlos Barral et manquant finalement de l’argent, il retourne à Jerez le 24 novembre 1962.

### Jerez, arrestation et mort
Il reprend contact avec ses amis et passe les vacances avec sa famille. L’un d’eux raconte : « À partir du moment où il est arrivé à Jerez nous nous rencontrions souvent et nous parlions beaucoup, on voyait dans sa façon de parler qu’il était communiste, il n’en parlait pas, mais il ne le niait pas non plus. On ne pouvait pas donner l’occasion aux mauvaises langues en ce temps-là.  Dans ces jours–là Grimau était emprisonné et demi-mort après avoir été jeté par une fenêtre de la Direction Générale de Sécurité, et fusillé peu de temps après. Les services d’information du régime connaissaient cette affiliation et l'ont surveillé depuis le moment de traverser la frontière »   Le 27 janvier 1963, la police fouille la maison familiale de Jerez (où Manuel Moreno habitait) en cherchant une « station émettrice de radio clandestine » . ils ne trouvent rien et partent. Inquiète par la surveillance à laquelle il se trouve soumis, Manuel laisse sa machine à écrire et ses derniers écrits, qui pouvaient être compromettants, à un de ses amis, qui témoigne : « Il a commencé à écrire des pamphlets politiques qu’il distribuait soigneusement. L’un de ces écrits est tombé dans les mains de la police. Il s’est rendu compte de la persécution et la seule chose qu’il croyait qui leur servirait pour l’incriminer était la machine à écrire. Il a apporté donc la machine et quelques écrits compromettants  chez moi pour les cacher. À la fin de janvier ils ont fouillé ma maison et ils n’ont rien trouvé, si bien ils devaient attester que le pamphlet était de Manolo. J’allais me marier dans quelques jours, tous ses amis étions, semble-t-il, surveillés avec vigilance. Javier Bellido, un ami en commun, a emporté les écrits et les a cachés dans les voûtes de l’église de San Dionisio. Son frère Luis en était le curé, la machine est restée ici » Ces derniers écrits sont perdus, car ils ont abouti à une cachette dans les voûtes, démolies quelques ans après lorsque les voûtes datant de 1730 ont été remplacées par le toit original du XVe siècle.
Le 13 février 1963, la Brigada Político-Social fouille une deuxième fois le domicile familier. Manuel est détenu. Il passe trois jours au commissariat et ensuite est envoyé à la prison de Jerez. Il n’y a pas de mandat judiciaire, même pas de délit à partir duquel l’accuser formellement. La famille cherche des avocats, lesquels refusent de le défendre, en alléguant des « problèmes de compétence juridictionnelle ». Les jours suivants la police rend visite à sa mère plusieurs fois et la menace. Au dixième jour de sa détention, sans avoir eu un avocat ou même un mandat judiciaire, Manuel « est tombé d’une balustrade de la prison ». Blessé grièvement, il est admis à l’Hospital de Santa Isabel. Il y meurt à 17 heures ce même jour. Le journal local « Ayer » publie la mort, sans spécifier son emprisonnement. On répand la même version que le gouvernement franquiste a donné pour l’affaire Julian Grimau : tentative de suicide. Le ministre d’Information et Tourisme, Manuel Fraga Iribarne, a exposé cette version à José Manuel Caballero Bonald, qui a signé un manifeste pour éclairicir le cas : « lorsque le gardien a ouvert normalement la cellule occupée par Moreno Barranco, à huit heures du matin le 22 février, le détenu s’est jeté de la balustrade du corridor placé devant sa cellule et il est tombé dans la cour, en se fracturant la base du crâne » Les autres emprisonnés n’ont rien vu : ils ont informé qu’à cette heure-là ils n’étaient pas encore sortis de ses cellules. Le seul témoin était le policier qui dirigeait les interrogatoires. »  Quelques ans après, il a communiqué à un ami de Manuel que sa présence était due à l’intention de l’informer sur son déplacement à Madrid. Le cas présente beaucoup de similitudes avec la défenestration de Julian Grimau et avec les quatre défenestrations policières enregistrées entre 1963 et 1969, aucune desquelles a été admise par les autorités. Manuel Moreno décédera quelques heures après à cause d’une hémorragie cérébrale. La police empêche la mère de voir son fils moribond et accompagne l’enterrement, auquel ses propres amis refusent d’aller par crainte de se voir impliqués.

### Échos de la mort

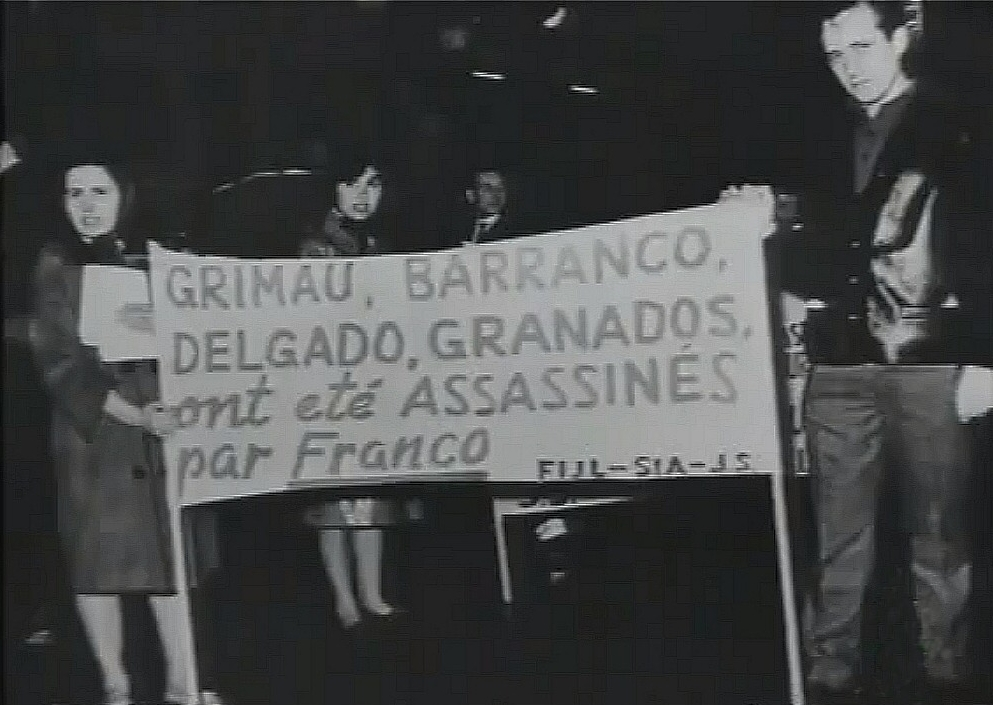
Protestation à Paris en 1963 contre les assassinats de Julián Grimau, Manuel Moreno Barranco, Francisco Granados y Joaquín Delgado.

Il y a eu de nombreux échos sur les obscures circonstances qui ont entouré sa mort dans  diverses parties du monde, dans les médias clandestins écrits et radiophoniques à l’intérieur d’Espagne de même que dans l’exil. En France s’est formé le comité « Union des écrivains pour la vérité » pour investiguer les faits. Des médias importants de France, Angleterre, Mexique et les EEUU ont publié l’événement et en ont sollicité une investigation.  Au Chili Pablo Neruda se fait l’écho, et le cas est cité dans des livres et annuaires universitaires du monde anglo-saxon, français et des exilés espagnols. Cette attention internationale n’a pas suffi pour que le régime franquiste fasse des recherches sur le cas, et par conséquent celui-ci reste, parmi d’autres similaires, sans investigation officielle jusqu’à nos jours.

### Récits
- Encrucijada (1955)( "Revelaciones de un náufrago,Editorial Aguilar, Madrid,1957)
- Amanecer (1955)( "Revelaciones de un náufrago,Editorial Aguilar, Madrid,1957)
- Sin cuartel (1955)( "Revelaciones de un náufrago,Editorial Aguilar, Madrid,1957)
- Un marido viejo (1955)( "Revelaciones de un náufrago,Editorial Aguilar, Madrid,1957)
- El engaño (1955)( "Revelaciones de un náufrago,Editorial Aguilar, Madrid,1957)
- La muerta (1956) (inédit)
- ¡Late, late,corazón de desierto! (1956) (inédit)
- La fuerza del muerto (1958) (inédit)
- El cuarto de baño (1958) (inédit)
- El miedo (1958) (inédit)
- Carta a un amigo (1958) (inédit)
- Paraíso negro (1958) (inédit)
- La navegación de Julián (1958) (inédit)
- Una dama de provincias(1958) (inédit)
- En la marisma (1958) (inédit)
- Un empleado de banca (1958) (inédit)
- El constructor de jaulas (1958) (inédit)
- El viejo y Jehová (1959) (inédit)
- El señor Coronel (1959) (inédit)

### Nouvelles
- Retratos y Paisajes de Carmelo Vargas  (1955),  "Revelaciones de un náufrago", Editorial Aguilar, Madrid, 1957
- La llamada (1956)(inédit)

### Romans
- Arcadia Feliz (1960), nouvelle édition, Editorial Torre de Viento, 2013.

- Bancarios (1961) (roman inachevé)

### Journal personnel
- Diario de viaje a las minas de Riotinto (1961) (inédit)